# گریگلا (مینه‌سوتا)
گریگلا، مینه‌سوتا (به انگلیسی: Grygla, Minnesota) یک شهر در ایالات متحده آمریکا است که در شهرستان مارشال واقع شده‌است.

## خصوصیات
گریگلا ۱٫۴۸ کیلومترمربع مساحت و ۲۲۱ نفر جمعیت دارد و ۳۵۹ متر بالاتر از سطح دریا واقع شده‌است.